# Дотишский сельсовет
Дотишский сельсовет — административная единица на территории Вороновского района Гродненской области Беларуси. Административный центр — агрогородок Дотишки.

## История
5 октября 2007 года в состав Дотишского сельсовета включены населённые пункты упразднённого Начского сельсовета — Алекшишки, Белюнцы, Готувка, Гинели, Кудаюнцы, Мицканцы, Межанцы, Нача, Некрашунцы, Поставки, Пузели, Соболюнцы, Салопятишки, Сербинишки, Смильгини, Тальмонты, Шавры

## Состав
Дотишский сельсовет включает 35 населённых пунктов:
- Адверники — деревня.
- Алекшишки — деревня.
- Белюнцы — деревня.
- Берёзовка — деревня.
- Гинели — деревня.
- Готувка — деревня.
- Дотишки — агрогородок.
- Енчи — деревня.
- Киванцы — деревня.
- Коркутяны — хутор.
- Кудаюнцы — хутор.
- Лебедники — хутор.
- Любянцы — деревня.
- Матюнцы — деревня.
- Межанцы — деревня.
- Мицканцы — деревня.
- Нача — деревня.
- Некрашунцы — деревня.
- Новосады — деревня.
- Повиланцы — деревня.
- Поставки — деревня.
- Порадунь — деревня.
- Пузели — деревня.
- Радюнцы — деревня.
- Ровбишки — деревня.
- Салопятишки — деревня.
- Сербинишки — хутор.
- Смильгини — деревня.
- Соболюнцы — деревня.
- Стамеровщина — хутор.
- Сушишки — деревня.
- Тальмонты — хутор.
- Чижуны — деревня.
- Шавры — деревня.
- Юрели — деревня.

## Культура
- Историко-краеведческий музей имени Теодора Нарбута в д. Нача

## Достопримечательность
- Костёл Милосердия Божьего в аг. Дотишки
- Католический храм Вознесения Девы Марии в д. Нача